# Liste des principaux chorégraphes du ballet d'État de Saint-Pétersbourg
 (mai 2020).
La troupe du ballet de Saint-Pétersbourg (Russie) est créée aux Théâtres Impériaux ; après la révolution en 1917 elle devient - ainsi que ces derniers - la propriété de l'État soviétique (URSS).
Au cours de son existence, la troupe travaille dans quelques bâtiments théâtraux : la Maison d'opéra au bord de la Neva (Невская першпектива, 1742-1749), la Maison d'opéra près du Jardin d'été (Летний сад, 1750-1763), le Théâtre libre russe ou le théâtre de Karl Knipper (fondé en 1777, il est acheté en 1783 au trésor impérial, puis il s'appellera le Théâtre municipal en bois ; Городской Деревянный театр, 1797), le Théâtre de l'Ermitage (à partir de 1785), le Théâtre impérial au Palais de Gatchina (à Paul Ier de Russie, fin de XVIIIe siècle), le Théâtre Bolchoï Kamenny (1784-1886), le Théâtre Alexandra (à partir de 1832), le Théâtre Michel (à partir de 1833), le Théâtre-cirque (1849-1859), le Théâtre Mariinsky (à partir de 1860).
En 1870, le ballet impérial emménage officiellement dans le Théâtre Mariinsky ; cependant ses danseurs participent à des opéras et à des drames dans d'autres théâtres de la troupe impériale.
Après la révolution de 1917, chacun des théâtres impériaux acquiert de l'autonomie, et le ballet se produit au Théâtre Mariinsky, sa troupe de danseurs ne participant plus à des productions d'autres théâtres.

## Principaux chorégraphes de la troupe
- 1733-1747 : Jean-Baptiste Landé
- 1742-1759 : Antonio Rinaldi
- 1758-1764 : Franz Hilverding
- 1766-1772 : Gasparo Angiolini
- 1779-1792 : Giuseppe Canziani
- 1792-1799 : Charles Le Picq
- 1799-1801 : Pierre Peicam Chevalier
- 1801-1811 : Charles-Louis Didelot
- 1803-1819 : Ivan Valberkh, en partage avec Didelot, puis seul
- 1816-1831 : Didelot, en partage avec Valberkh, puis seul
- 1832 : Alexis Blache
- 1832-1848 : Antoine Titus
- 1848-1859 : Jules Perrot
- 1859-1869 : Arthur Saint-Léon
- 1869-1904 : Marius Petipa
- 1904-1909 : Michel Fokine
- 1909-1922 : Nicolas Legat
- 1922-1931 : Fedor Lopoukhov
- 1931-1937 : Agrippina Vaganova
- 1938-1944 : Léonide Lavrovski
- 1944-1946 : Fedor Lopoukhov
- 1946-1951 : Pyotr Goussev
- 1951-1955 : Constantin Sergueïev
- 1955-1956 : Fedor Lopoukhov
- 1956-1959 : Boris Fenster
- 1960-1966 : Constantin Sergueïev
- 1967-1972 : Oleg Vinogradov
- 1972-1977 : ?
- 1977-1995 : Oleg Vinogradov
- 1995-2008 : Makharbek Vaziev
- 2008- : Youriy Fateyev